# چانگوا (سیگار)
چانگوا  (به انگلیسی: Chunghwa) یک برند سیگار ایجاد شده در چین است؛ که در حال حاضر توسط گروه تنباکوی شانگهای تولید می‌شود. این برند در سال ۱۹۴۹ پایه‌گذاری گردید.